# Швейцарски франк
Швейцарският франк (на немски: Franken, на френски: franc, на италиански: franco) е парична единица на Швейцария и Лихтенщайн. Тя е една от основните световни валути.

## История
През 1848 година в конституцията на Швейцария се появява изискване, което гласи че единственият орган, отговорен за издаване на национална валута, е федералното правителство. Две години по-късно законът на паричната система определя паричната единица на швейцарския франк.
През 1865 година се образува Латинският валутен съюз – Франция, Швейцария, Белгия и Италия. През 1967 година франкът неизменно се обменя в съотношение 4,5 грама сребро на 0,290322 грама злато. В допълнение той поддържа достатъчно дълго валутни резерви на равнище 40 %, което прави валутата изключително устойчива на глобалните сътресения и инфлацията. През 2000 година във връзка с реформите на нивото на резерва е бил намален. Въпреки това, само веднъж, през 1936 година, по време на Голямата депресия от девалвацията на франка – той пада до 30 процента.

## Банкноти и монети

### Банкноти
| Осма серия на швейцарските банкноти | Осма серия на швейцарските банкноти | Осма серия на швейцарските банкноти | Осма серия на швейцарските банкноти | Осма серия на швейцарските банкноти | Осма серия на швейцарските банкноти | Осма серия на швейцарските банкноти | Осма серия на швейцарските банкноти            |
| Изображение                         | Изображение                         | Стойност                            | Размери                             | Основен цвят                        | Лице                                | Дата на отпечатване                 | Бележка                                        |
| Лице                                | Гръб                                | Стойност                            | Размери                             | Основен цвят                        | Лице                                | Дата на отпечатване                 | Бележка                                        |
| ----------------------------------- | ----------------------------------- | ----------------------------------- | ----------------------------------- | ----------------------------------- | ----------------------------------- | ----------------------------------- | ---------------------------------------------- |
|                                     |                                     | 10 франка                           | 126 × 74 мм                         | Жълт                                | Льо Корбюзие                        | 8 април 1997                        |                                                |
|                                     |                                     | 20 франка                           | 137 × 74 мм                         | Червен                              | Артур Онегер                        | 1 октомври 1996                     |                                                |
|                                     |                                     | 50 франка                           | 148 × 74 мм                         | Зелен                               | Софи Тойбер-Арп                     | 3 октомври 1995                     |                                                |
|                                     |                                     | 100 франка                          | 159 × 74 мм                         | Син                                 | Алберто Джакомети                   | 1 октомври 1998                     |                                                |
|                                     |                                     | 200 франка                          | 170 × 74 мм                         | Кафяв                               | Шарл-Фердинан Рамю                  | 1 октомври 1997                     | Заменя 500 франка, банкноти в предишната серия |
|                                     |                                     | 1000 франка                         | 181 × 74 мм                         | Пурпурен                            | Якоб Буркхарт                       | 1 април 1998                        |                                                |
|                                     |                                     |                                     |                                     |                                     |                                     |                                     |                                                |

### Монети
| Изображение | Стойност  | Диаметър | Тегло  | Състав                       |
| ----------- | --------- | -------- | ------ | ---------------------------- |
|             | 5 рапена  | 17.15 мм | 1.8 г  | Мед-Алуминий-Никел 920/60/20 |
|             | 10 рапена | 19.15 мм | 3 г    | Мед-Никел 750/250            |
|             | 20 рапена | 21.05 мм | 4 г    | Мед-Никел 750/250            |
|             | 1/2 франк | 18.20 мм | 2.2 г  | Мед-Никел 750/250            |
|             | 1 франка  | 23.20 мм | 4.4 г  | Мед-Никел 750/250            |
|             | 2 франка  | 27.40 мм | 8.8 г  | Мед-Никел 750/250            |
|             | 5 франка  | 31.45 мм | 13.2 г | Мед-Никел 750/250            |

| Изображение | Стойност  | Диаметър | Тегло  | Състав                                                                           | Пускане в употреба | Описание                   |
| ----------- | --------- | -------- | ------ | -------------------------------------------------------------------------------- | ------------------ | -------------------------- |
|             | 10 франка | 32.85 мм | 15 г   | биметалическа, център – Мед-Никел 750/250 пръстен – Мед-Алуминий-Никел 920/60/20 | 2005               | връх Юнгфрау               |
|             | 10 франка | 32.85 мм | 15 г   | биметалическа, център – Мед-Никел 750/250 пръстен – Мед-Алуминий-Никел 920/60/20 | 2009               | Швейцарски национален парк |
|             | 20 франка | 33 мм    | 20 г   | Сребро-Мед 835/165                                                               | 2007               | Крепостта Мунот            |
|             | 50 франка | 25 мм    | 11.2 г | Злато-Мед 900/100                                                                | 2004               | връх Матерхорн             |